# Pelóri
En el universo imaginario de Tolkien y en la novela El Silmarillion, las Montañas Pelóri son una extensa cadena montañosa que forman un cerco en torno a Aman. Su nombre es quenya y puede traducirse como «Cerco de las Alturas Defensivas».
Con forma de curva en cuarto creciente recorren de norte a sur la costa oriental de Aman rodeando la tierra de los Valar. Su pico más alto es el Taniquetil, ubicado en la parte centro occidental de las Montañas. En su cima se encuentra Ilmarin, las mansiones de Manwë y Varda. Prácticamente inexpugnables tenían un solo paso al oeste, llamado Calacirya en donde se encontraba la ciudad de Tirion. Este paso fue hecho por los Valar para permitir el paso de la luz de los Dos Árboles de Valinor a la Isla de Tol Eressëa. En el extremo Norte y al pie de sus laderas occidentales se encuentra se encuentra la extensa región de Araman que separa Aman de Endor a través del paso del Helcaraxë. Y en el extremo Sur se encuentra Hyarmentir, desde donde Melkor y Ungoliant miraron con odio el Reino Bendecido.
Fueron levantadas por estos para defender al Reino Bendecido de Valinor de los posibles ataques de Melkor desde Utumno, en las Edades de las Lámparas. Luego del Ocultamiento de Valinor, se hicieron más altas e inexpugnables y los Valar vigilaban el único paso.